# چشم‌سفید هلیای نقاب‌سیاه
چشم‌سفید هلیای نقاب‌سیاه (نام علمی: Lophozosterops goodfellowi) نام یک گونه از تیره چشم‌سفید است.